# Liste des longs métrages costariciens proposés à l'Oscar du meilleur film international
Cet article présente la liste des longs métrages costariciens proposés à l'Oscar du meilleur film international.

## Films proposés par le Costa Rica
| Année (Cérémonie) | Titre français                    | Titre original                    | Langue(s) | Réalisateur                      | Résultat   |
| ----------------- | --------------------------------- | --------------------------------- | --------- | -------------------------------- | ---------- |
| 2006 (78e)        | Caribe (es)                       | Caribe (es)                       | espagnol  | Esteban Ramírez                  | Non nommé  |
| 2011 (83e)        | Del amor y otros demonios (es)    | Del amor y otros demonios (es)    | espagnol  | Hilda Hidalgo (es)               | Non nommé  |
| 2015 (87e)        | Princesas Rojas (es)              | Princesas Rojas (es)              | espagnol  | Laura Astorga                    | Non nommé  |
| 2016 (88e)        | Presos                            | Presos                            | espagnol  | Esteban Ramírez                  | Non nommé  |
| 2017 (89e)        | Entonces nosotros (es)            | Entonces nosotros (es)            | espagnol  | Hernán Jiménez                   | Non nommé  |
| 2018 (90e)        | El sonido de las cosas (es)       | El sonido de las cosas (es)       | espagnol  | Ariel Escalante                  | Non nommé  |
| 2019 (91e)        | Medea (es)                        | Medea (es)                        | espagnol  | Alexandra Latishev Salazar       | Non nommé  |
| 2020 (92e)        | El despertar de las hormigas (es) | El despertar de las hormigas (es) | espagnol  | Antonella Sudasassi              | Non nommé  |
| 2021 (93e)        | La Danse du serpent               | Ceniza negra                      | espagnol  | Sofía Quirós Ubeda               | Non nommé  |
| 2022 (94e)        | Clara Sola                        | Clara Sola                        | espagnol  | Nathalie Álvarez Mesén           | Non nommé  |
| 2023 (95e)        | Domingo et la Brume (es)          | Domingo y la niebla               | espagnol  | Ariel Escalante Meza (es)        | Non nommé  |
| 2024 (96e)        | Tengo sueños eléctricos           | Tengo sueños eléctricos           | espagnol  | Valentina Maurel                 | Non nommé  |
| 2025 (97e)        | Mémoires d'un corps brûlant       | Memorias de un cuerpo que arde    | espagnol  | Antonella Sudasassi Furniss (es) | En attente |